# Szerokość geograficzna
Szerokość geograficzna (symbol φ)

Współrzędne geograficzne.
ф - szerokość geograficzna

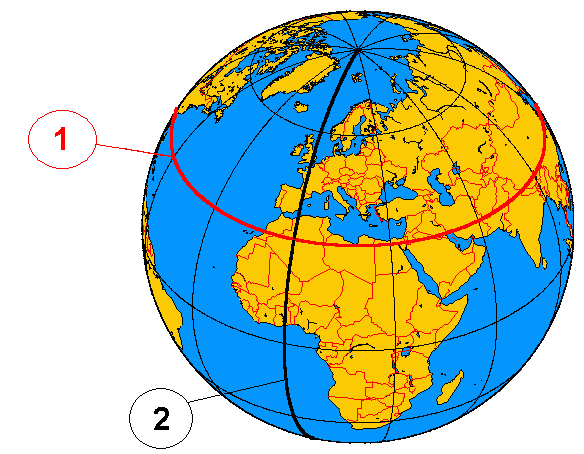
1 – równoleżnik – punkty o tej samej szerokości geograficznej
2 – południk

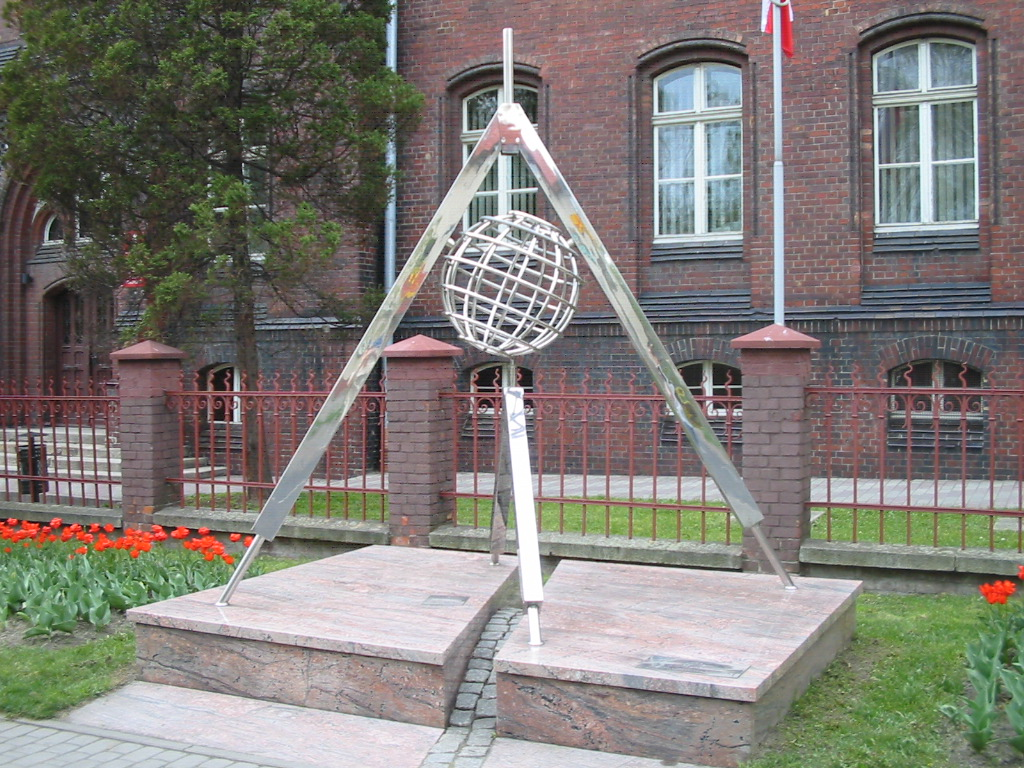
Szerokość geograficzną oznaczają równoleżniki – równoleżnik 50°N w Wodzisławiu Śl.

- jedna ze współrzędnych geograficznych – druga współrzędna to długość geograficzna.
- kąt – pomiędzy półprostą poprowadzoną ze środka kuli ziemskiej i przechodzącą przez dany punkt na jej powierzchni a płaszczyzną równika[1].
- łuk – na powierzchni kuli ziemskiej liczony od równika na północ i południe mierzony np. w stopniach.  (zobacz: łuk okręgu, długość łuku)
- odległość – na powierzchni kuli ziemskiej, liczona od równika na północ i południe, wyrażona w stopniach lub w przybliżeniu w innej mierze np. kilometrach lub milach morskich (zobacz: odległość kątowa).

Wartości szerokości geograficznej rozciągają się od 0° na równiku do 90° na biegunach. Szerokość geograficzna może być północna (N; zobacz: półkula północna) lub południowa (S; zobacz: półkula południowa). Dla kierunku północnego oznacza się ją znakiem dodatnim (lub N), dla kierunku południowego ujemnym (lub S), czyli odpowiednio np.: +90° = 90°N oraz –90° = 90°S.
Zbiór punktów na kuli ziemskiej o tej samej szerokości geograficznej to równoleżnik.
Jednostkami szerokości geograficznej (kąt) są: stopień [°], minuta ['] i sekunda kątowa ["].
- 1° = 60'
- 1' = 60"

Szerokość geograficzną w istocie mierzy się bezpośrednio na sferze niebieskiej, gdzie stanowi kąt pomiędzy kierunkiem na zenit a płaszczyzną równika niebieskiego. Szerokością geograficzną jest również wysokość nad horyzontem północnego bieguna niebieskiego.
Niektórym szerokościom nadano własne nazwy:
- zwrotniki – zwrotnik Raka 23°26'N oraz zwrotnik Koziorożca 23°26'S – równoleżniki wysunięte najdalej na północ i południe, nad którymi Słońce góruje w zenicie,
- koła podbiegunowe: północne 66°33'N i południowe 66°33'S – równoleżniki, na których dzień trwa dobę i za pół roku noc trwa dobę,
- ryczące czterdziestki,
- wyjące pięćdziesiątki,
- bezludne sześćdziesiątki,
- końskie szerokości.

Wraz z szerokością geograficzną zmienia się wiele zjawisk geograficznych na kuli ziemskiej (zobacz: strefowość), m.in. klimat (im bliżej równika, tym mniejsza szerokość geograficzna, jednocześnie tym cieplej), charakterystyczna roślinność, gleby, itp.